# John Beasley (problémiste)
Pour les articles homonymes, voir John Beasley et Beasley.
John Derek Beasley est un mathématicien britannique, compositeur d'études d'échecs  né le 15 février 1940 et mort le 3 mars 2024. 

## Biographie
John Beasley a publié une cinquantaine d'études de finales. Il est l'éditeur du British Chess Magazine depuis 1995 et fondateur et éditeur du magazine British Endgame Study News en 1996.
Il anime la revue EG et a également représenté la Grande-Bretagne au championnat du monde de solutions en 1977 et 1978.

## Publications
John Beasley est le coauteur avec Timothy Whitworth des livres
- Endgame  Magic (Bastford 1996,  (ISBN 071347971X)),
- The Ins and Outs of Peg Solitaire (Oxford University Press 1985  (ISBN 019286145X)),
- The Mathematics of Games (OUP, 1989  (ISBN 0486449769)).

En 1978, Bealey a réédité et complété le célèbre livre de Phillipp Klett (1833-1910) : Ph. Klett's Schachprobleme mit einer Einführung in die Theorie des Schachproblems, paru en 1878 et contenant 112 compositions.